# الخضر/التحالف الأوروبي الحر
كتلة الخضر/التحالف الأوروبي الحر (بالإنجليزية: The Greens/European Free Alliance)‏ تُختصر (Greens/EFA)؛ هي كتلة سياسية في البرلمان الأوروبي تتألف في المقام الأول من الأحزاب السياسية الخضراء والإقليمية.